# Naglfar
Naglfar este o formație de black metal din Suedia, fondată în anul 1992.